# Auroră polară

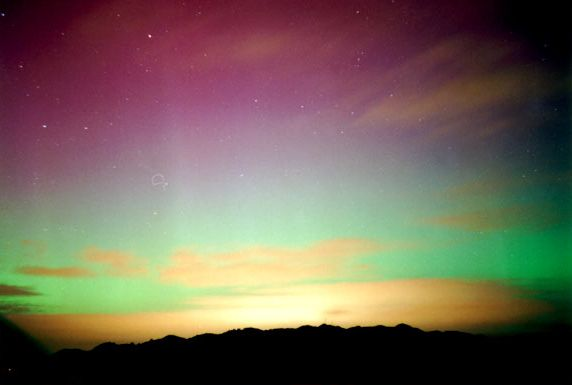
Aurora australă în Wellington, Noua Zeelandă.

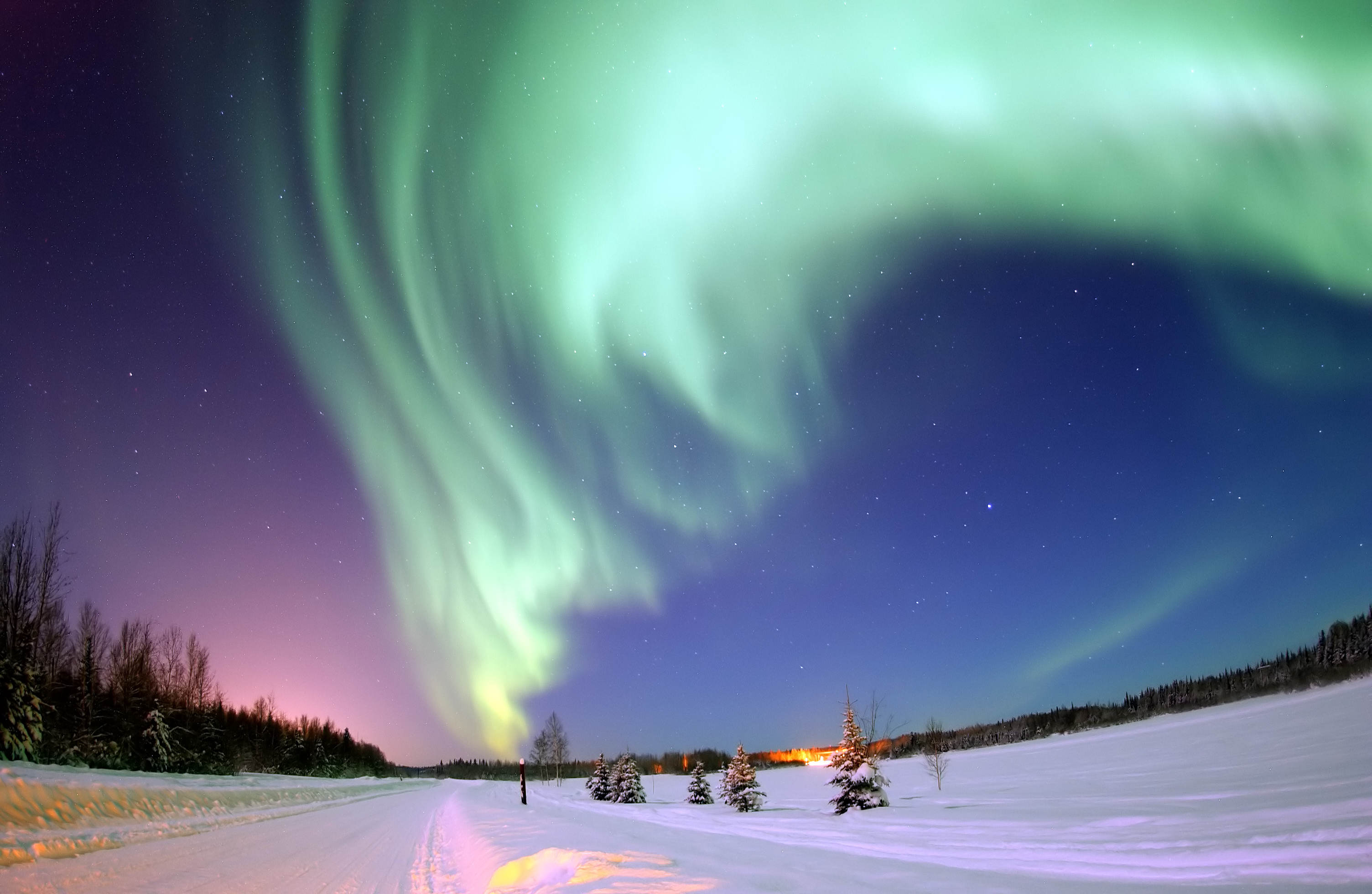
Aurora boreală în Alaska

Aurora polară este un fenomen optic ce constă într-o strălucire intensă observată pe cerul nocturn în regiunile din proximitatea zonelor polare, ca rezultat al impactului particulelor de vânt solar în câmpul magnetic terestru. Când apare în emisfera nordică, fenomenul e cunoscut sub numele de aurora boreală, termen folosit inițial de Galileo Galilei, cu referire la zeița romană a zorilor, Aurora, și la titanul care reprezenta vânturile, Boreas. Apare în mod normal în intervalele septembrie-octombrie și martie-aprilie. În emisfera sudică, fenomenul poartă numele de auroră australă, după James Cook, o referință directă la faptul că apare în sud.
Fenomenul nu este exclusiv terestru, fiind observat și pe alte planete din Sistemul Solar, precum Jupiter, Saturn, Marte și Venus. Totodată, fenomenul este de origine naturală, deși poate fi reprodus artificial prin explozii nucleare sau în laborator.

## Mecanism
Aurora apare în mod obișnuit atât ca o strălucire difuză cât și ca o cortină extinsă în spațiu orizontal. Câteodată se formează arcuri care își pot schimba forma permanent. Fiecare cortină este compusă dintr-o serie de raze paralele și aliniate pe direcția liniilor de câmp magnetic, sugerând faptul că fenomenul de pe planeta noastră este aliniat cu câmpul magnetic terestru. De asemenea, variabilitatea unor anumiți factori poate determina formarea de linii aurore de tonalități și culori diferite.

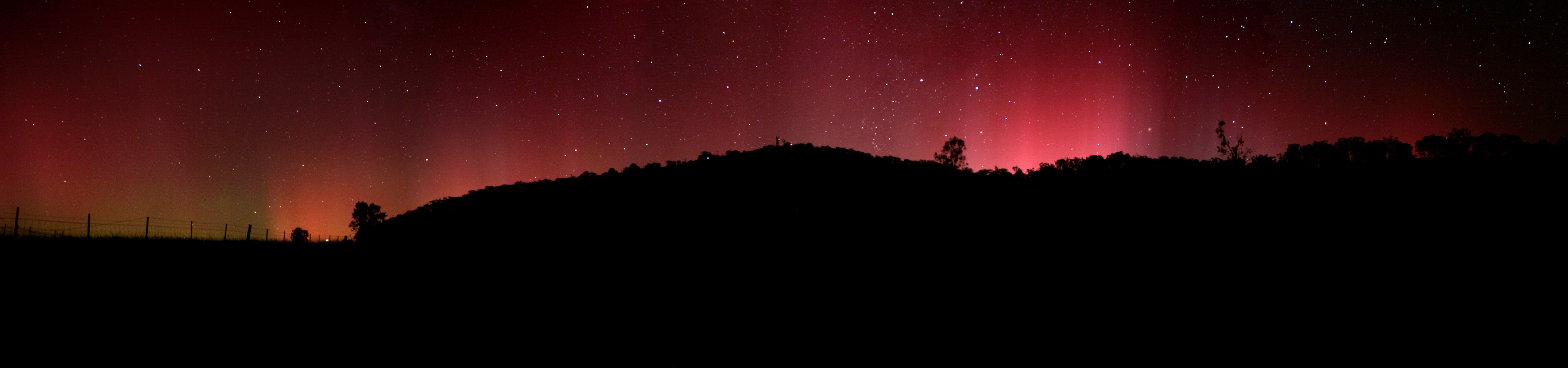
Auroră australă înregistrată la 22:50 (ora locală) în Lakes Entrance, Victoria, Australia

### Aurora polară terestră
Aurora polară terestră e provocată de ciocnirea unor particule încărcate electric (de exemplu electroni) din magnetosferă cu atomi din straturile superioare ale atmosferei terestre, aflate la altitudini de peste 80 km. Aceste particule electrice au o energie de 1 până la 15 keV iar coliziunea lor cu atomii de gaz din atmosferă determină energizarea acestora din urmă. Prin fiecare coliziune o parte din energia particulei este transmisă atomului atins, într-un proces de ionizare, disociere și excitare a particulelor. În timpul ionizării, electronii se desprind de atom, care încarcă energie și determină un efect de ionizare de tip domino în alți atomi. Excitația rezultă în emisie, ducând atomul în stări instabile, dat fiind că aceștia emit lumină în frecvențe specifice când se stabilizează. Dacă procesul de stabilizare a oxigenului durează până la o secundă, azotul se stabilizează și emite lumină instantaneu. Acest proces, esențial în formarea ionosferei terestre, este comparabil cu cel ce stă la baza ecranului de televizor: electronii ating suprafața de fosfor, alterând nivelul de energie al moleculelor, fapt care rezultă în emisiunea de lumină.
În general, efectul luminos este dominat de emisiunea de atomi de oxigen în straturile superioare ale atmosferei (aproximativ 200 de kilometri de altitudine), care produce tonalitatea verde. Când se produc furtuni puternice, straturile inferioare ale atmosferei sunt atinse de vântul solar (la aproximativ 100 de kilometri altitudine), producând tonalitatea roșu închis prin emisiunea de atomi de azot (predominantă) și oxigen. Atomii de oxigen emit tonalități de culori variate, deși, de cele mai multe ori, se întâlnesc roșul sau verdele.
Fenomenul poate apărea și ca o luminescență ultravioletă, violetă sau albastră, datorată atomilor de azot, prima dintre acestea putând fi foarte bine observată din spațiu (dar nu de pe Pământ, pentru că atmosfera absoarbe razele UV). Satelitul NASA Polar a observat efectul în raze X, imaginile ilustrând precipitații de electroni de energie ridicată.
Interacțiunea între moleculele de oxigen și azot, ambele generatoare de tonalități ale culorii verde, creează efectul de „linie verde aurorală”. În același fel, interacțiunea dintre acești atomi poate produce efectul de „linie roșie aurorală”, deși mai rar și prezent în altitudini mai ridicate.

Magnetosferă schematică a Terrei

Planeta noastră este atinsă permanent de vânturi solare, fluxuri rarefiate de plasmă caldă (gaz de electroni liberi și cationi) emise de Soare în toate direcțiile, ca rezultat al temperaturii înalte a coroanei solare, stratul exterior al stelei. Pe durata furtunilor magnetice, fluxurile pot fi mai puternice, asemenea câmpului magnetic interplanetar apărut între două corpuri celeste, determinând conturbarea ionosferei în răspuns la furtuni. Asemenea tulburări afectează calitatea comunicațiilor radio sau a sistemelor de navigare, putând afecta astronauții din aceste regiuni, celulele solare ale sateliților artificiali, indicația busolelor și acțiunea radarelor. Acțiunea ionosferei este complexă și dificil de modelat, îngreunând prezicerea fenomenelor de acest tip.
Magnetosfera terestră este o regiune din spațiu dominată de câmp magnetic. Ea se constituie ca un obstacol în drumul vântului solar, cauzând dispersarea sa pe sensul de întoarcere. Lățimea sa este de aproximativ 190 000 Km, iar în timpul nopților o lungă coadă magnetică se extinde pe distanțe chiar și mai mari.
Aurorele sunt încadrate în general în regiuni cu format oval, apropiate polurilor magnetice. Când activitatea efectului este calmă, regiunea dispune de o dimensiune medie de 3 mii de kilometri, putând varia până la 4 sau 5 mii de kilometri când vânturile solare se intensifică.
Sursa de energie a aurorelor este dată de vânturile solare care circulă pe Terra. Atât magnetosfera, cât și vânturile solare pot conduce electricitate. Este cunoscut faptul că dacă două conductoare electrice legate într-un circuit electric sunt introduse într-un câmp magnetic, iar unul dintre ele se deplasează în jurul celuilalt, în circuit este generat un curent electric. Generatoarele electrice și dinamurile utilizează acest principiu, însă conductoarele tradiționale pot fi înlocuite de plasme sau chiar alte fluide. În acest context, vântul solare și magnetosfera sunt fluide conductoare de electricitate cu mișcare relativă, fiind astfel capabile să genereze curent electric, care produce efect luminos.
Cum polurile magnetice și geografice ale planetei noastre nu sunt aliniate, în același fel regiunile aurorale nu sunt aliniate cu polul geografic. Cele mai bune puncte de observație a aurorelor se găsesc în Canada pentru aurorele boreale și pe insula Tazmania sau în sudul Noii Zeelande pentru aurorele australe.

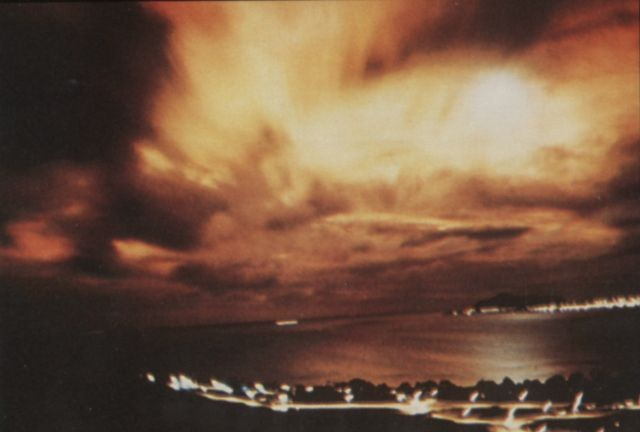
Auroră cauzată de testul nuclear american Starfish Prime

### Auroră artificială
Aurorele se pot forma de asemenea prin explozii nucleare în straturile superioare ale atmosferei (la 400 km). Acest fenomen a fost demonstrat prin aurora artificială creată în urma testului nuclear american Starfish Prime la 9 iulie 1962. Atunci, cerul din regiunea Oceanului Pacific a fost iluminat de către auroră pentru mai mult de șapte minute. Acest efect a fost anticipat de omul de știință Nicholas Christofilos, care lucrase la alte proiecte referitoare la exploziile nucleare. Potrivit veteranului american Cecil R. Coale, anumite hoteluri din Hawaii au organizat petreceri ale bombei curcubeu pe acoperișurile lor pentru a acompania proiectul Starfish Prime, contrazicând rapoartele oficiale care indicau aurora artificială ca improbabilă. Fenomenul a fost filmat pe Insula Samoa, situată la o distanță de 3 200 Km de insula Johnston, locația exploziei.
Simulări ale efectului în laborator au început să fie produse la finalul secolului al XIX-lea de către omul de știință norvegian Kristian Birkeland, care a demonstrat, utilizând o cameră de vid într-o sferă, că electronii erau atrași de regiunile polare ale sferei. Recent, cercetătorii au reușit să creeze un efect auroral de culoare verde, cu vizibilitate redusă pe Terra, emițând raze radio pe cerul nocturn. La fel ca în cazul fenomenului natural, particulele atingeau ionosfera, stimulând electronii din plasmă. La ciocnirea electronilor cu atmosfera terestră erau emise razele de lumină. Acest experiment a adus noi informații despre efectele ionosferei în comunicațiile prin radio.

### Aurore pe alte planete

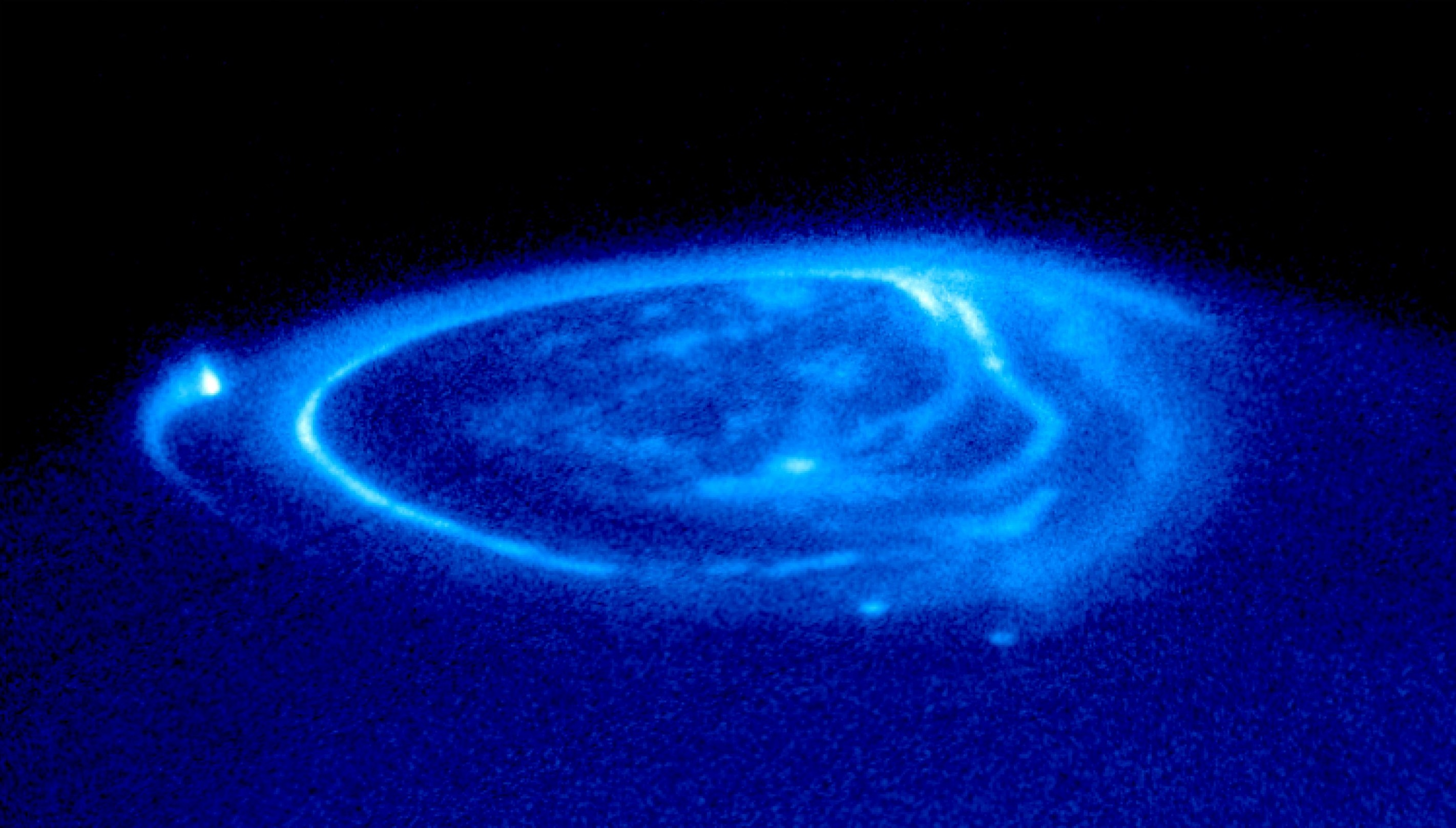
Auroră pe Jupiter. Punctul luminos din extremitatea stângă reprezintă limita câmpului magnetic exercitat de satelitul Io, în timp ce punctele de mai jos sunt provocate de Ganymede și Europa

Atât Jupiter cât și Saturn posedă câmpuri magnetice mult mai puternice decât cele terestre (Uranus, Neptun și Mercur sunt de asemenea magnetice) și dispun ambele de centuri de radiații. Efectul de auroră polară a fost observat pe ambele planete, mai clar, cu telescopul Hubble.
Aceste efecte de auroră par să fie provocate de vânturile solare. Pe de altă parte, lunile planetei Jupiter, în special Io, sunt la rândul lor surse importante producătoare de aurore. Aurorele sunt formate de curenții electrici din câmpul magnetic, generați de mecanismul de dinam relativ la mișcările de rotație a planetei și de translație a lunii sale. În particular, Io are vulcani activi și o ionosferă, iar curenții săi generează emisiunea de unde radio, fenomen studiat din 1955.
Ca și cele terestre, aurorele de pe Saturn creează regiuni ovale totale sau parțiale în jurul polului magnetic. Pe de altă parte, aurorele produse pe această planetă durează de obicei zile, spre deosebire de cele terestre care durează abia câteva minute. Evidențele arată că emisiile de lumină din cadrul fenomenelor de auroră produse pe Saturn sunt datorate participării emisiilor de atomi de hidrogen.
Sonda spațiala Mars Express a detectat în 2004 o auroră pe Marte. Marte deține un câmp magnetic mai slab decât cel terestru, iar până la acel moment se credea că lipsa unui câmp magnetic puternic ar face imposibilă apariția unui asemenea efect. S-a constatat că sistemul de aurore de pe Marte este similar celui de pe Terra, fiind comparat cu furtunile de slabă și medie intensitate petrecute pe Pământ. Cum planeta se plasează întotdeauna cu latura sa diurnă spre planeta noastră, observarea efectelor de auroră e posibilă doar prin intermediul misiunilor spațiale care să învestigheze partea nocturnă a planetei roșii.
Venus, care nu posedă un câmp magnetic, prezintă de asemenea fenomenul de auroră, prin care particulele atmosferice sunt ionizate în mod direct de către vânturile solare, fenomen prezent de asemenea pe Pământ.

## Istoricul cercetărilor
Aurorele boreale sunt studiate la nivel științific încă din secolul XVII. În 1621, astronomul francez Pierre Gassendi a descris fenomenul observat în sudul Franței. În același an, astronomul italian Galileo Galilei a început investigarea fenomenului ca parte dintr-un studiu referitor la mișcările astrelor cerești. Faptul că raza acoperită de studiul său era continentul european s-a concretizat în observarea fenomenului în nordul continentului, de unde numele de auroră boreală. În secolul XVIII navigatorul englez James Cook a constatat prezența fenomenului observat de Galileo în Oceanul Indian, botezându-l aurora australă. De atunci a devenit clar că efectul nu era exclusiv emisferei nordice terestre, motiv pentru care a apărut denumirea de auroră polară. În aceeași epocă, astronomul britanic Edmond Halley a emis ipoteza potrivit căreia câmpul magnetic terestru ar fi legat de fenomenul de formare a aurorelor boreale. În 1741, Hiorter și Anders Celsius au fost primii care au înregistrat evidențe ale controlului magnetic când se observau aurorele.

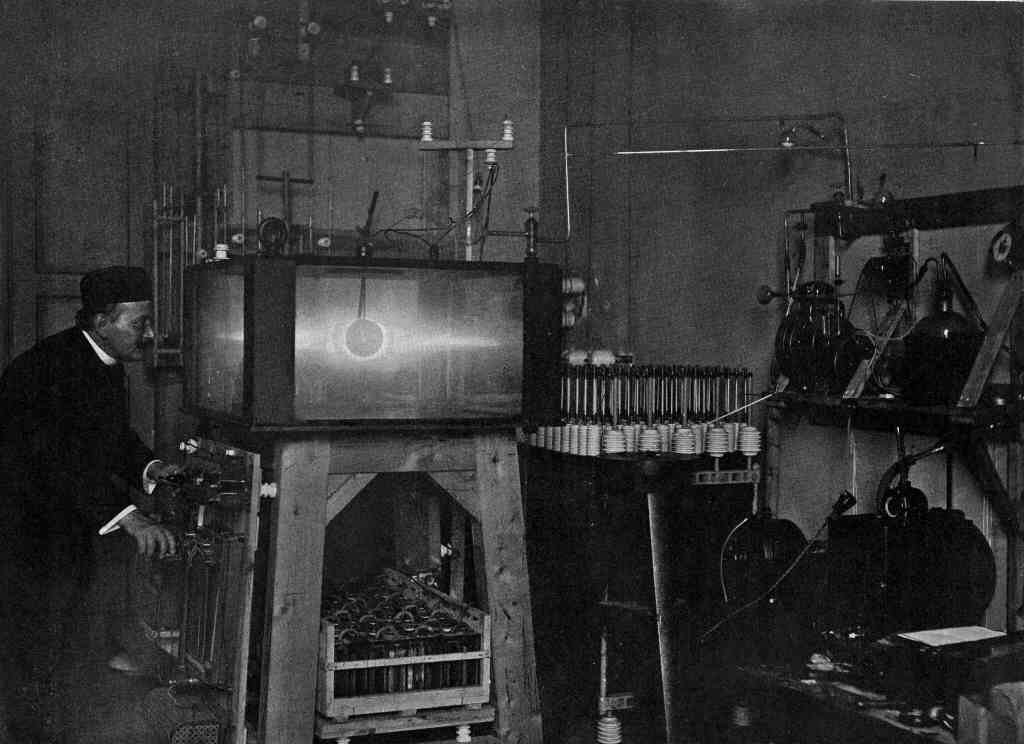
Experimentul lui Kristian Birkeland cu camere de vid

Henry Cavendish a calculat în 1768 altitudinea la care apare fenomenul, însă a fost abia în 1896 când prima auroră a fost reprodusă în laborator de către Kristian Birkeland. Omul de știință, a cărui experimente în camera de vid cu raze de electroni și sfere magnetice au demonstrat că electronii se orientau spre regiunile polare, a propus în 1900 ipoteza conform căreia electronii din auroră ar proveni din razele solare. Această presupunere este problemtică datorită lipsei de dovezi în spațiu, nemaifiind considerată valabilă în cercetarea actuală. Birkeland  a dedus totodată în 1908 orientarea de la est la vest a curenților magnetici.
Alte evidențe ale legăturii dintre fenomen și câmpul magnetic sunt registrele statistice ale aurorelor polare. Elias Loomis (1860) și, mai târziu, Hermann Fritz (1881) au stabilit că aurora apare de principiu într-o regiune de forma unui inel pe o rază de aproximativ 2500 de kilometri depărtare de polul magnetic terestru. Loomis a descoperit totodată legătura dintre formarea aurorelor și activitatea solară, observând ocurența aurorelor boreale în Canada, într-un interval de 20 până la 40 de ore după o erupție solară.

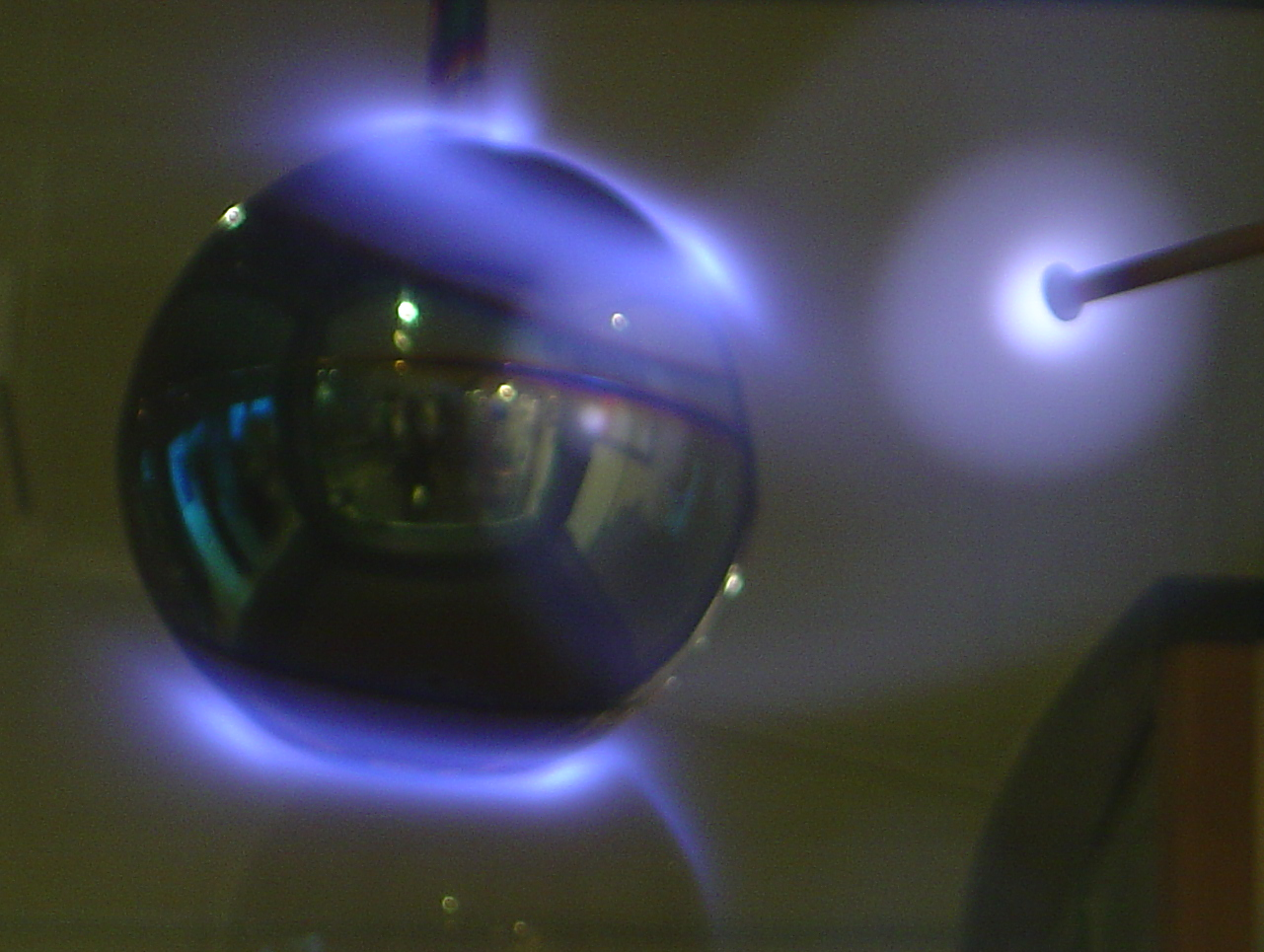
Auroră polară produsă în laborator

Lucrările lui Carl Stormer în domeniul mișcării particulelor electrificate în câmp magnetic au facilitat comprehensiunea mecanismului de formare a aurorelor. În deceniul 1950 a fost descoperită emisia de materie a Soarelui, denumită vânt solar, efect care explică, între altele, și poziționarea cozii cometei, întotdeauna opusă față de Soare. Această teorie a fost formulată de fizicianul american Newman Parker în 1957, fiind confirmată în anul următor de satelitul Explorer I. Începând de atunci, explorarea spațială a permis augmentarea cunoștințelor despre aurorele terestre, și totodată observarea fenomenului pe alte planete, ca Jupiter și Saturn.
James Van Allen a invalidat în 1962 teoria potrivit căreia aurora constituie excesul centurii de radiații. El a demonstrat că gradul mare de disipare a energiei aurorei ar seca rapid întreaga centură de radiații. Curând după aceea s-a constatat că cea mai mare parte a energiei rezidă în cationi, în timp ce particulele aurorei sunt aproape întotdeauna electroni cu energie relativ scăzută.
În 1972 s-a descoperit faptul că aurorele și curenții magnetici asociați lor produc o puternică emisie de radio de 150 kHz, efect ce poate fi observat doar din spațiu.

## Culori
1. Culoarea observată cel mai adesea are o tonalitate tipică de galben-verzui, fiind produsă de moleculele de oxigen situate la înălțimea de circa 96 kilometri.
2. Aurorele de culoare roșie sunt rare și sunt produse de particulele de oxigen situate la înălțimi de peste 320 kilometri.
3. Moleculele de azot produc aurore boreale de culoare albastră sau albastră-purpurie.
4. Au mai fost observate aurore de culoare galbenă și violet, dar sunt extrem de rare.[8]

## Fenomenul în cultura populară

### Sunetele aurorei
În decursul istoriei, diverse persoane au scris și vorbit despre sunete asociate fenomenului de auroră. Exploratorul danez Knud Rasmussen menționa acest efect în 1932 în descrierea tradițiilor folclorice ale eschimoșilor din Groenlanda. Aceleași sunete sunt menționate în același context de antropologul canadian Ernest Hawkes în 1916. Caius Cornelius Tacitus, un istoric din Roma antică, scria în opera sa „Germania” că locuitorii Germaniei susțineau perceperea acelorași sunete .
Actualmente, diverse persoane continuă să relateze despre aceste sunete, în ciuda faptului că înregistrări ale lor nu au fost publicate niciodată și ținând cont că există suspiciuni științifice serioase la ideea cum că asemenea sunete provocate de aurore au fost auzite. Energia aurorelor și alți factori fac improbabilă atingerea solului de către aceste sunete, iar sincronizarea sunetelor cu modificările vizibile ale aurorei intră în conflict cu decalajul de timp necesar propagării sunetului pentru ca acesta să fie auzit. Anumite persoane speculează că fenomenele electrostatice induse de aurore pot explica sunetele.

### Aurora în folclor

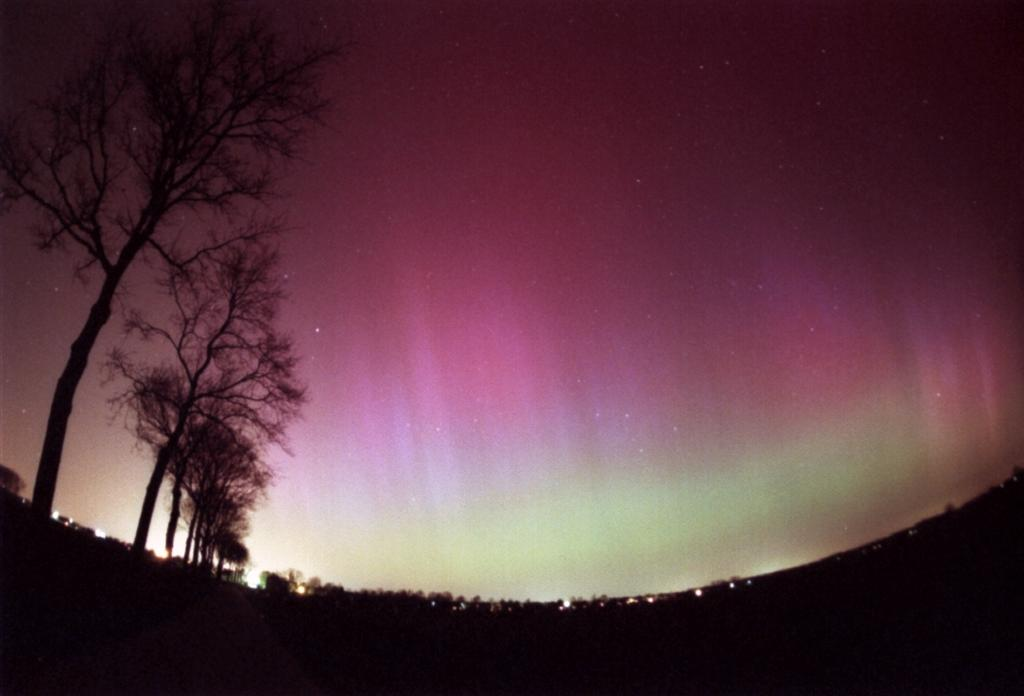
Aurora boreală

În Mitologia după Bulfinch (1855) de Thomas Bulfinch există câteva idei preluate din mitologia nordică:
|  | Walkiriile sunt fecioare belicoase, suite pe cai și înarmate cu căști și lănci. /.../ Când ele călăresc înainte în misiunea lor, armurile lor emană o lumină stranie tremurată, care străfulgeră cerurile nordice, făcând ceea ce oamenii numesc „aurora borală” sau „Lumina Nordului”. | — Thomas Bulfinch |

În ciuda unei descrieri marcante, nu sunt relatări în literatura scandinavă care să susțină această afirmație. Deși activitatea aurorală este frecventă astăzi în Scandinavia și Islanda, e posibil ca polul nord magnetic să fi fost situat destul de departe de această zonă în secolele anterioare documentării mitologiei nordice, explicându-se astfel lipsa de referințe..
Prima mențiune despre norðurljós în mitologia nordică se regăsește în cronica Konungs Skuggsjá (1250). Autorul său a auzit despre fenomen de la compatrioții săi întorși din Groenlanda și furnizează trei explicații: că oceanul ar fi fost înconjurat de focuri vaste, că razele solare ar fi putut atinge „latura nocturnă” a lumii sau că ghețarii ar putea stoca energie așa încât să devină fluorescenți.

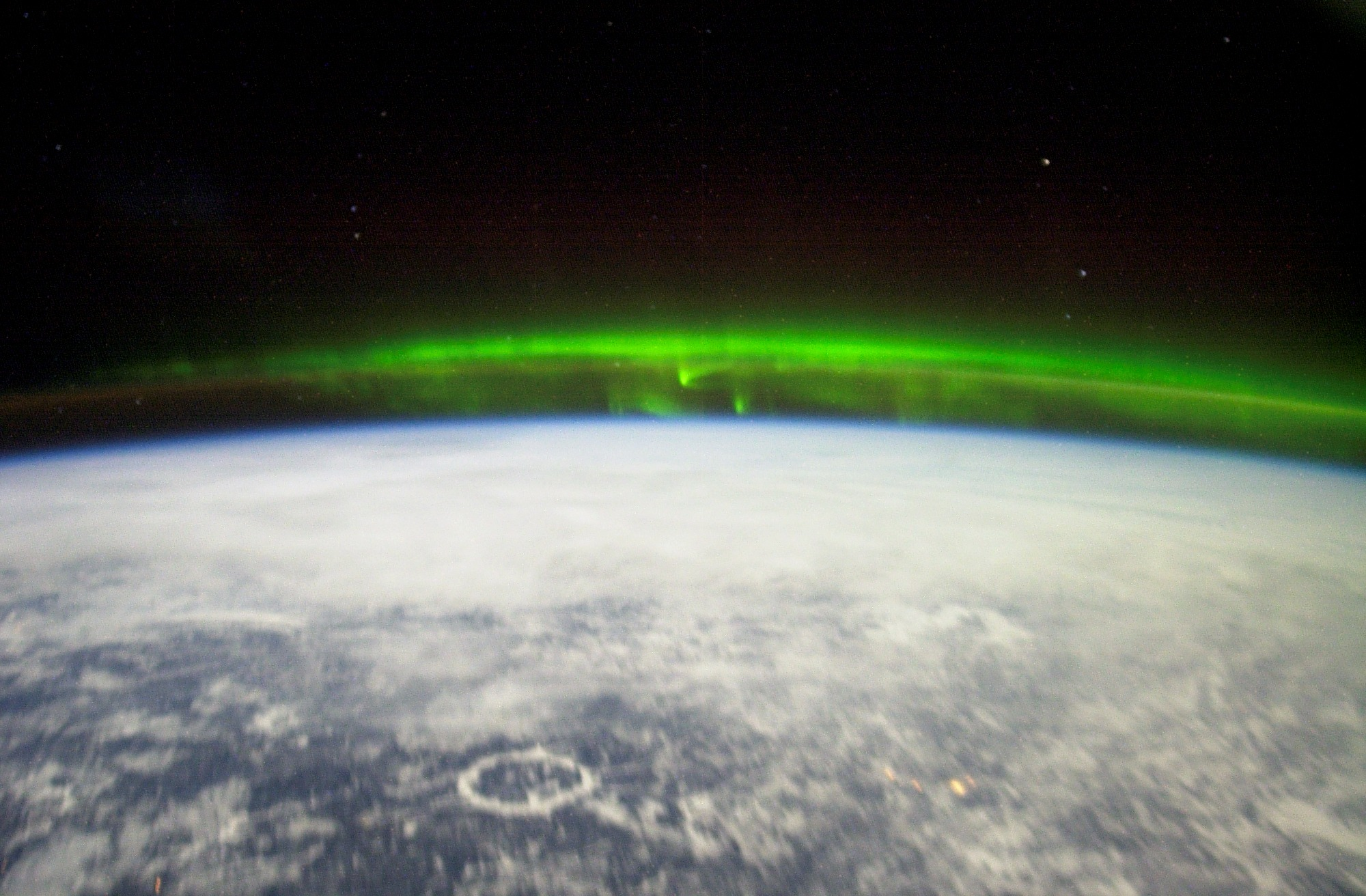
Auroră boreală văzută de pe Stația Spațială Internațională

Un vechi nume scandinav pentru Luminile Nordului se traduce ca fulger de scrumbie. Se credea că luminile erau reflexe lansate de mari maldăre de scrumbii spre cer. O altă sursă scandinavă se referă la focurile care înconjoară extremele nordică și sudică a lumii. Această sursă evidențiază faptul că nordicii au reușit să se aventureze în Antarctica, deși o singură referință este insuficientă pentru a extrage o concluzie solidă.
Numele finlandez pentru auroră este revontulet, care semnifică focuri de vulpe. Potrivit legendei, vulpile de foc trăiau în Laponia, iar revontulet erau scânteile pe care le scoteau acestea cu cozile lor.
În estoniană se cheamă virmalised, spirite din regate înalte. În anumite legende acestea au caracter negativ în timp ce în altele sunt personaje pozitive.
Poporul Sami credea că omul trebuia să fie liniștit și silențios când era văzut de luminile nordului (denumite guovssahasat în limba sa). A lua în derâdere luminile nordului sau a cânta despre ele era considerat a fi periculos, putând cauza luminile să descindă și să ucidă persoana în cauză. Algonchinii credeau că luminile erau strămoșii lor dansând în jurul unui foc ceremonial. În folclorul inuit, aurora boreală era compusă din spiritele morților care jucau fotbal cu cranii umane în ceruri. Inuiții foloseau totodată aurora pentru a-și chema copiii acasă înainte de lăsarea întunericului, susținând că dacă o persoană scotea sunete în prezența ei, aurora ar fi coborat și ar fi incendiat-o.

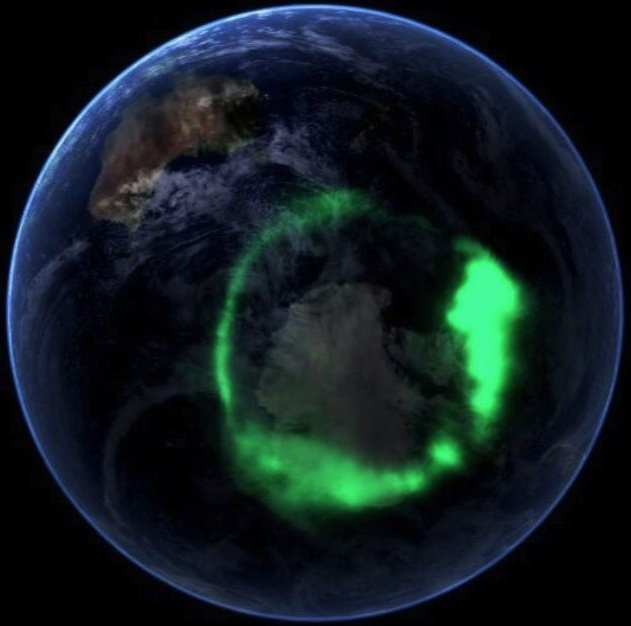
Poză a unei aurore australe făcută în 2005 de satelitul NASA IMAGE, suprapusă digital peste „Blue Marble”

În folclorul leton, în special dacă este de culoare roșie și apare iarnă, aurorele sunt considerate a fi sufletele războinicilor morți, semn precursor unui mare dezastru (război sau foamete).
E considerat o referire la aurore un fragment biblic din cartea lui Ezechiel:
|  | M-am uitat și iată a venit de la miază-noapte un vânt năprasnic, un nor gros și un snop de foc, care răspândea de jur împrejur o lumină strălucitoare, din mijlocul căreia sclipea ceva ca un metal incandescent în mijlocul focului. | — Ezechiel 1:4 |

### Aurora în media
Aurorele au fost reprezentate cu multe ocazii în mediul cinematografic, între altele în filmul animat Happy Feet - Mumble cel mai tare dansator, a cărui acțiune se petrece în Antarctica și prezintă o auroră australă. În filmul Frecvența vieții din 2000 cu Dennis Quaid, o auroră boreală cauzează o anomalie temporală. În consecință, un fiu a reușit să comunice cu tatăl său printr-o stație de  radioamator în trecut, schimbând cursul istoriei.
Fenomenul a trezit atenția și în muzică și poezie. Poetul american Wallace Stevens a denumit „The Auroras of Autumn” (ceea ce în engleză înseamnă „aurorele toamnei”) unul dintre lungile sale poeme, precum și volumul de poeme din 1950 în care a apărut acesta. Luminile Nordului sunt menționate în cântecul „Amber Waves” al compozitoarei americane Tori Amos; aurorele constituie totodată tema cântecului omonim din 1978 al formației folk rock Renaissance. Muzicianul Neil Young s-a referit la aurora boreală în cântecul său „Pocahontas”, publicat pe albumul Rust Never Sleeps. Formația finlandeză The Rasmus menționa de asemenea fenomenul în cântecul „Still Standing” de pe albumul lor din 2003 numit Dead Letters.
În jocul electronic The X-Files: The Game (Dosarele X: Jocul) „luminile” sunt utilizate de Guvernul Federal al Statelor Unite ale Americii pentru a ascunde existența vieții extraterestre și a OZN-urilor. În benzile desenate, o membră a echipei de supereroi Alpha Flight, creată de Marvel Comics, se cheamă Aurora, făcând referire la Luminile Nordului.
Formația muzicală Sonata Arctica Are o piesa instrumentală denumita sugestiv "Revontulet", care este denumirea in Finlandeza a Aurorei Polare

## Galerie

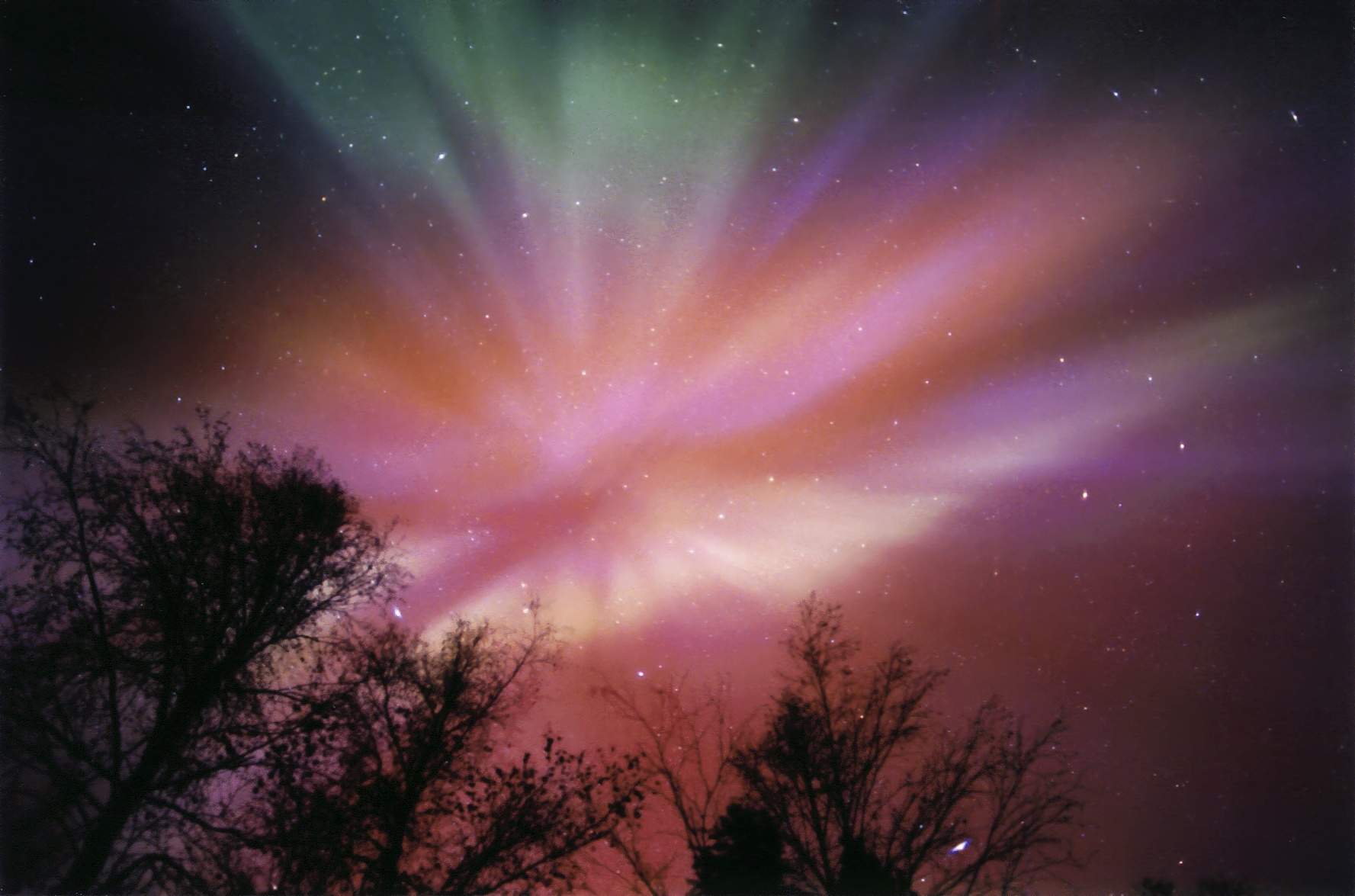
O coroană aurorală
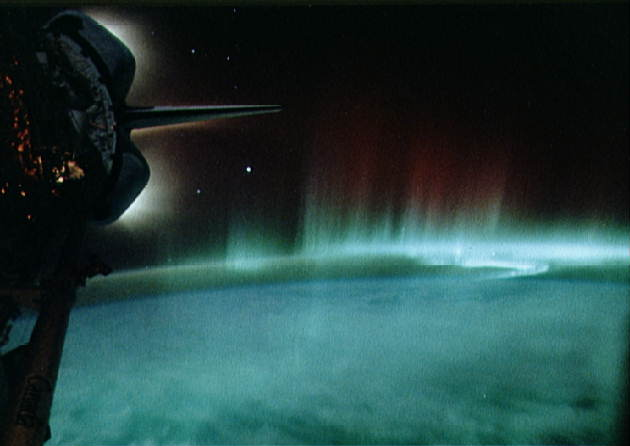
Auroră boreală văzută de pe Stația Spațială Internațională
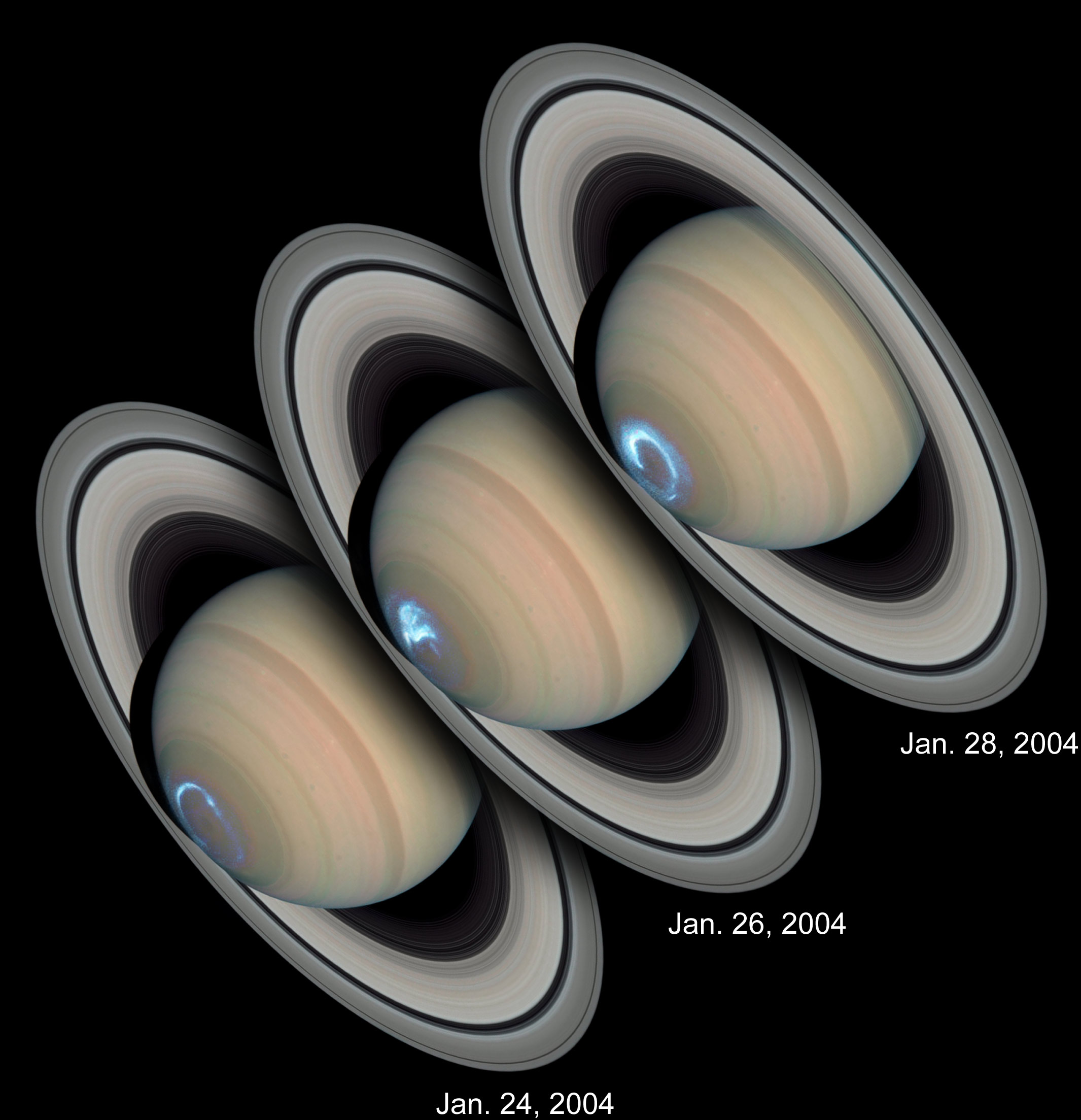
Trei momente ale unei aurore de pe Saturn capturate de telescopul spațial Hubble
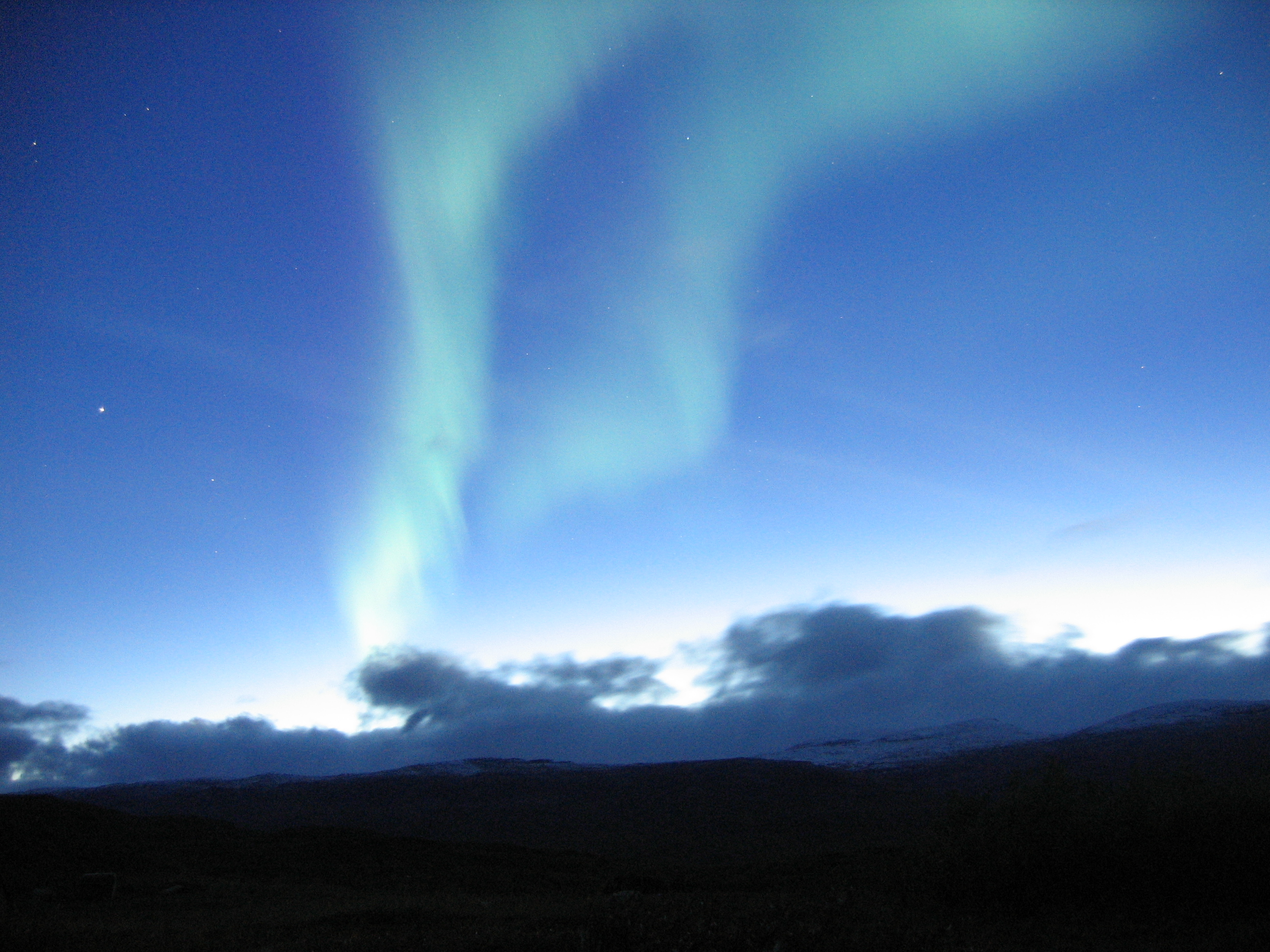
Auroră boreală capturată în Suedia
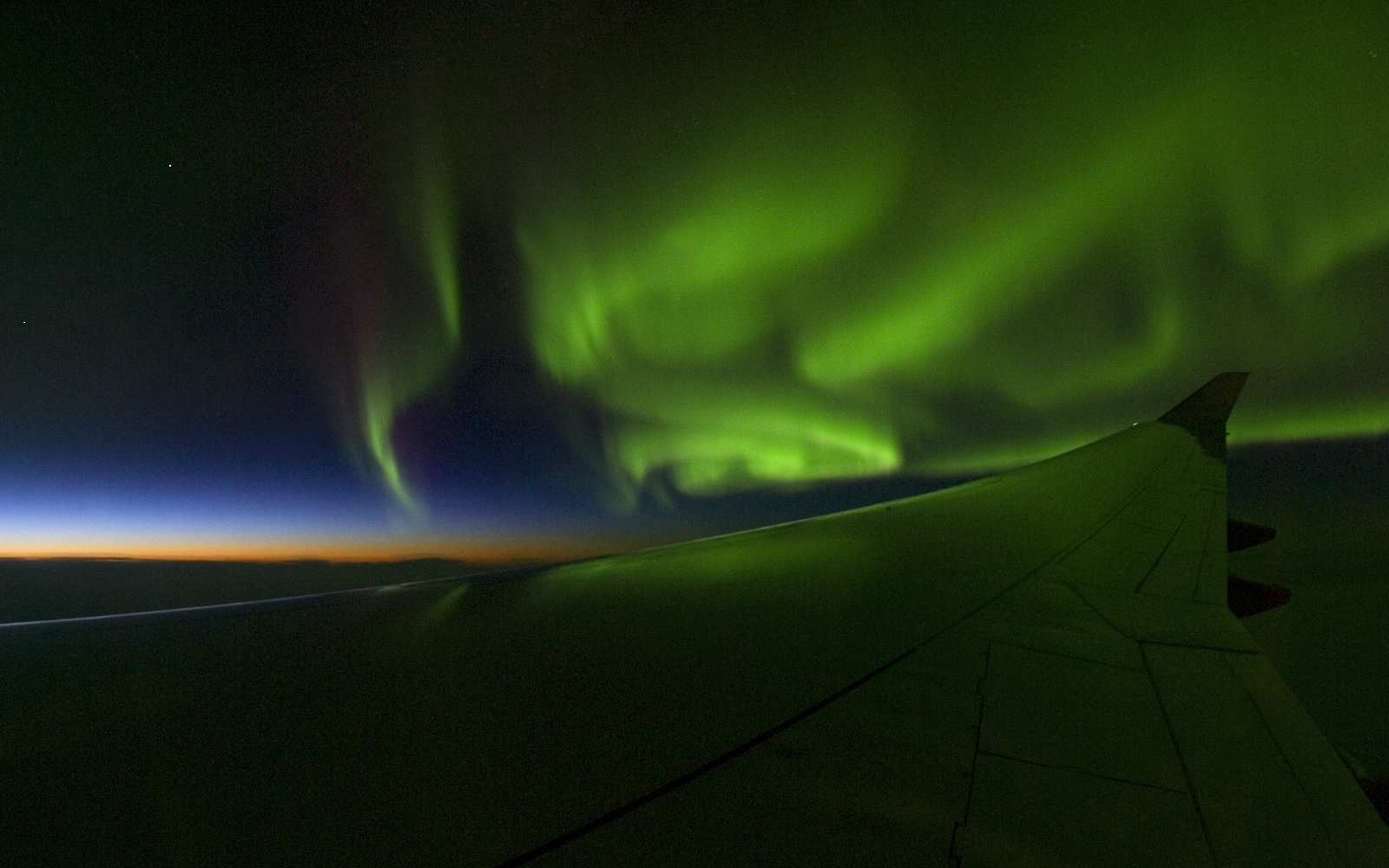
Aurora Boreală, văzuta de la 11 000 m altitudine, Canada
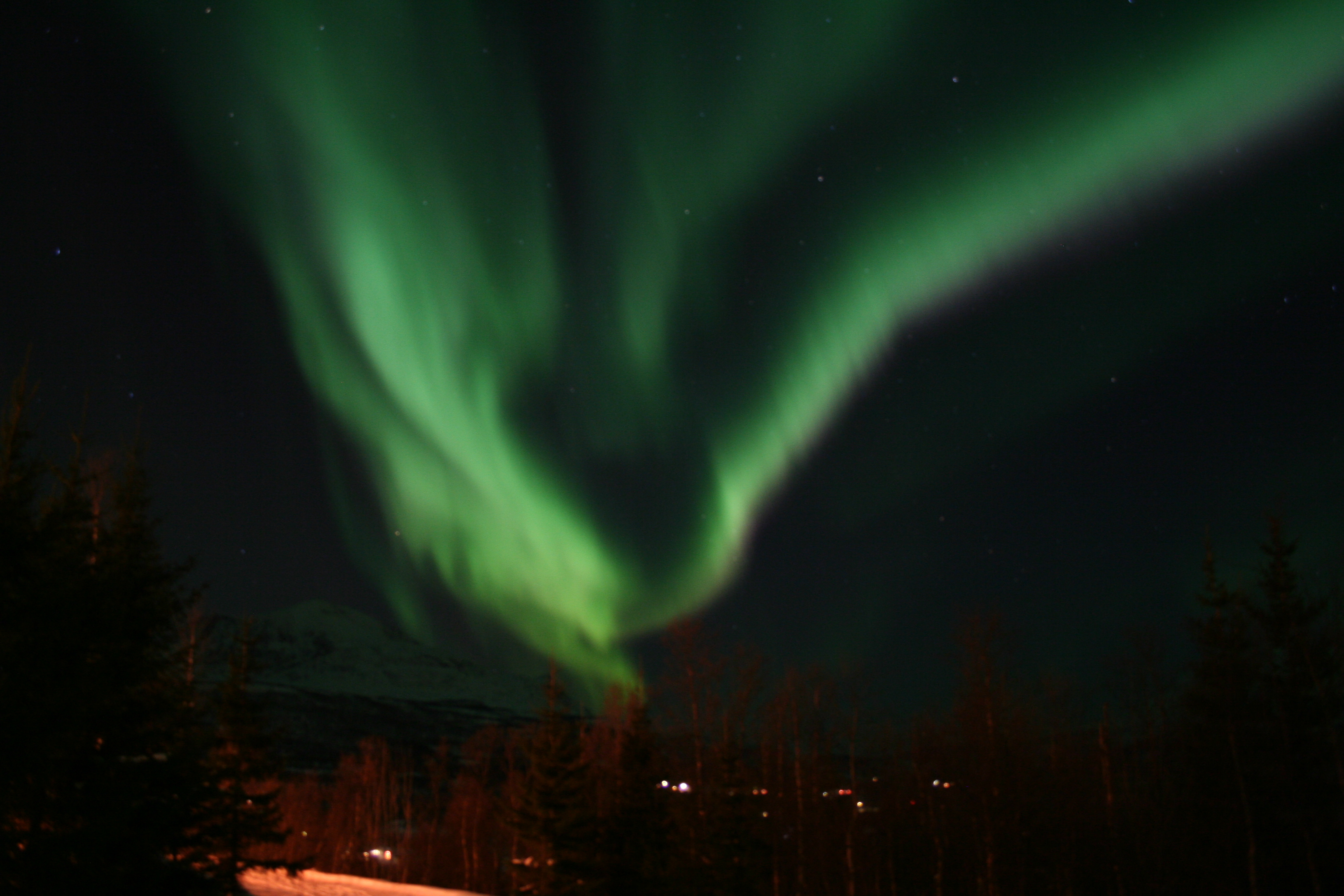
Auroră boreală, Salangen
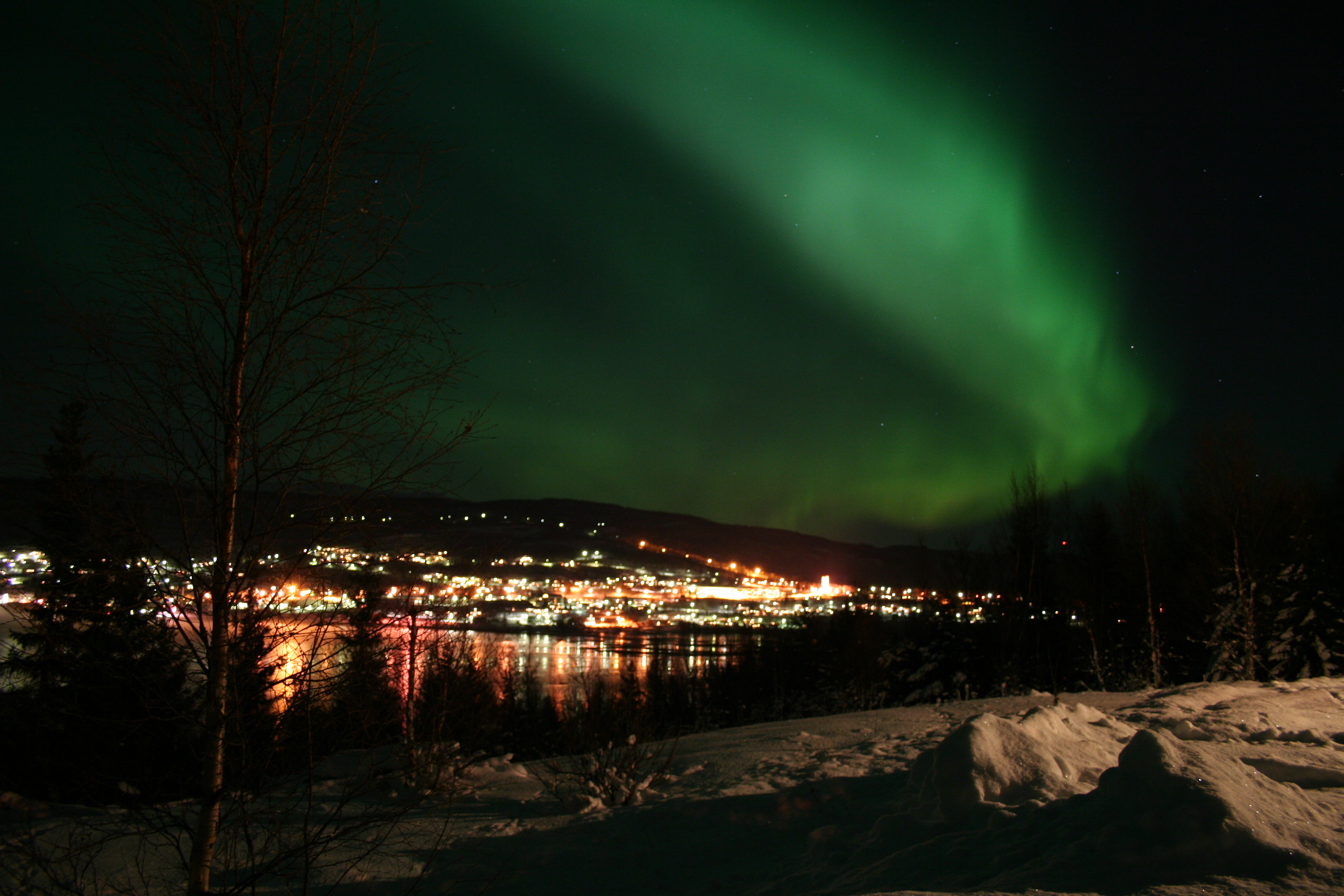
Auroră boreală, Salangen
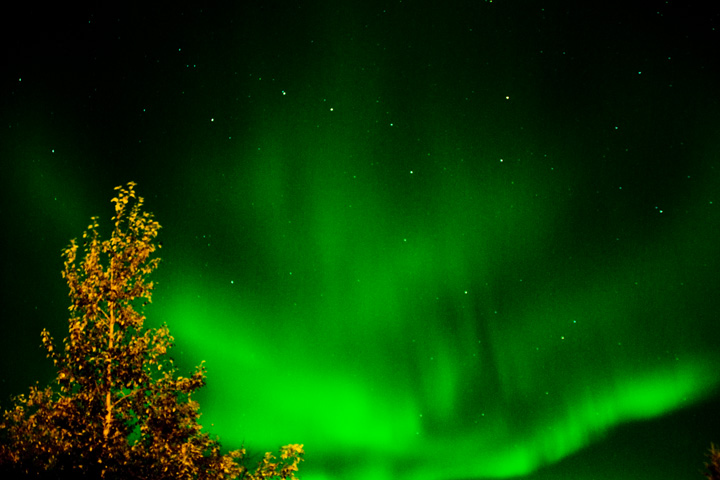
Auroră boreală surprinsă într-o noapte polară